# 윈스턴 그룸

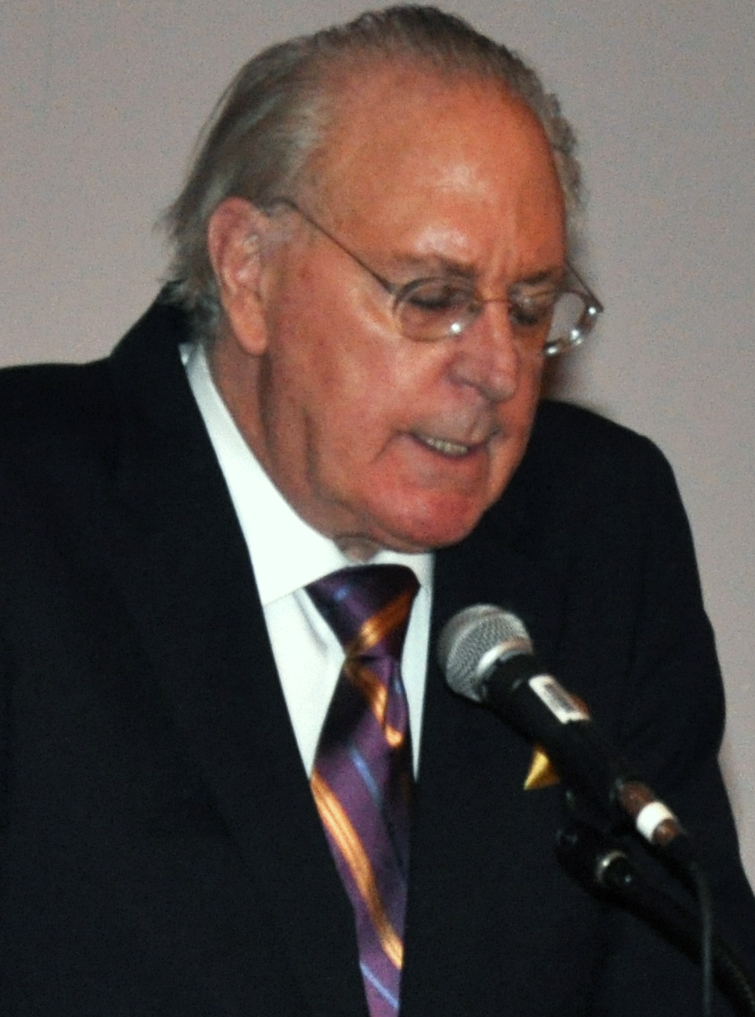
윈스턴 그룸

윈스턴 F. 그룸(Winston F. Groom, 1943년 3월 23일 ~ 2020년 9월 17일)은 미국의 소설가이자 논픽션 작가이며, 1994년에 한 영화로 각색되었던 그의 책 《포레스트 검프》로 가장 잘 알려져있다.

## 생애
윈스터 그룸은 워싱턴 D.C.에서 태어났지만, (현재 UMS-라이트 사립고등학교 (UMS-Wright Preparatory School)로서 알려진) 대학교 군사 학교 (University Military School)에 다녔던 모빌에서 성장했다. 그룸의 가장 초기의 야먕은 그의 아버지처럼 변호사가 되는 것이었지만 컬리지에서 문학 편집자 (literary editor)로 있는 동안 작가가 되기로 했다. 앨라배마 대학교를 다녔던 그룸은, 델타 타우 델타 남학생 사교 클럽과 군대 ROTC의 구성원이었으며, 1965년에 졸업을 했다. 그는 베트남 전쟁에서 복무 기간을 포함하는, 1965년에서 1969년까지 군대에서 근무했다.
베트남으로부터 귀환한, 그는 경찰과 법정 활동을 주제로하는 워싱턴 D.C 신문, 워싱턴 스타에 리포터로서 일했다. 그룸은 1976년 언론일을 그만 두었고 1978년에 출판되었던 그의 최초의 소설 〈Better Times Than These〉을 쓰기 시작했다. 〈Better Times Than These〉은 삶과 애구주의 둘다가 산산이 흩어졌던 베트남 전쟁에 애국심이 강한 군인들 무리에 대한 것이었다. 1980년 그의 다음 소설 〈As Summers Die〉는 더 좋은 인정을 받았다. 1982년 그의 소설 〈Conversations with the Enemy〉는 POW 캠프로부터 탈출한 미국인 베트남 전쟁 군인을 뒤쫓았으며 탈영에서 14년 후 체포되어 비행기로 미국에 돌아온다. 〈Conversations with the Enemy〉는 1983년 퓰리처상에 최종 후보까지 올랐었다.
1985년, 그룸은 그가 소설 《포레스트 검프》에 관한 작품활동을 시작했던 모빌로 돌아갔다. 포레스트 검프는 1986년에 출판되었지만, 소설이 포레스트 검프의 주인공 역할로 톰 행크스가 열연한 1994년에 동명의 영화로 각색되었을 때까지 그룸을 베스트 셀러 작가로 만들지 못했다. 영화는 소설을 베스트 셀러 상태까지 나아가게 했으며 전 세계에 170만 복사본이 팔렸다. 2020년 9월 17일 앨라배마주 볼드윈 지구 페어호프(Fairhope)의 자택에서 심장마비로 사망했다.

## 작품활동

### 소설
- Better Times Than These(1978)
- As Summers Die(1980)
- Conversations with the Enemy(1982, with Duncan Spencer)
- Only(1984, 소설)
- 포레스트 검프(1986)
- Gone the Sun(1988)
- Gump and Co.(1995)
- Such a Pretty, Pretty Girl(1998)

### 논픽션
- Shrouds of Glory: From Atlanta to Nashville: The Last Great Campaign of the Civil War(1995)
- A Crimson Tide: An Illustrated History of Football at the University of Alabama(2002)
- A Storm in Flanders: The Triumph and Tragedy on the Western Front(2002)
- 1942: The Year that Tried Men's Souls(2004)
- Patriotic Fire: Andrew Jackson and Jean Laffite at the Battle of New Orleans(2006)
- Vicksburg, 1863(2009)